# Лака (река)
Ла́ка — река в Архангельской области России, левый приток реки Кулой (бассейн Белого моря).
Длина реки составляет 157 км, площадь бассейна — 1390 км².
Лака берёт начало на Беломорско-Кулойском плато, к северо-западу от озера Полтозеро. Питание снеговое и дождевое. Река замерзает в ноябре, вскрывается в начале мая.
Притоки: Ерзеньга, Неленьга, Ковальга.